# Gönülalan, Arpaçay
Gönülalan là một xã thuộc huyện Arpaçay, tỉnh Kars, Thổ Nhĩ Kỳ. Dân số thời điểm năm 2010 là 196 người.